# Błazen (film)
Błazen (fr. Le Guignolo) – francusko-włoski film komediowy z 1980 roku.

## Fabuła
Alexandre Dupre, oszust i włamywacz opuszcza więzienie. Udając bogatego maharadżę usiłuje uwodzić kobiety i wyłudzać od nich pieniądze. Tam poznaje Pamelę, która zajmuje się tym samym procederem. Oboje usiłują współpracować, jednak bez powodzenia. Podczas podróży do Wenecji pewien mężczyzna powierza mu tajemniczą teczkę, a wkrótce potem zostaje zamordowany.

## Główne role
- Jean-Paul Belmondo - Alexandre Dupré
- Georges Géret - Joseph
- Michel Galabru - Achille Sureau
- Carla Romanelli - Gina
- Von Gretchen Shepard - Karolina
- Mirella D’Angelo - Pamela Eagleton-George/Sophie Chaperon
- Pierre Vernier - Helmut Von Ofenburg